# José Carranza Chévez
José Carranza Chévez (* 31. März 1920 in Ciudad de Comayagua; † 17. Juli 1980) war ein honduranischer römisch-katholischer Geistlicher und Bischof von Santa Rosa de Copán.

## Leben
José Carranza Chévez empfing am 19. Dezember 1942 das Sakrament der Priesterweihe.
Am 10. Juni 1962 ernannte ihn Papst Johannes XXIII. zum Bischof von Santa Rosa de Copán. Der Apostolische Nuntius in Honduras, Erzbischof Sante Portalupi, spendete ihm am 25. Juli desselben Jahres die Bischofsweihe; Mitkonsekratoren waren der Erzbischof von Tegucigalpa, Héctor Enrique Santos Hernández SDB, und der Weihbischof in Tegucigalpa, Evelio Domínguez Recinos.
Carranza Chévez nahm an allen vier Sitzungsperioden des Zweiten Vatikanischen Konzils teil. 